# Jean-Pierre Otelli
Jean-Pierre Otelli, né en 1948 à Paris, est un pilote professionnel (comptant à son actif près de 14 500 heures de vol), ancien leader de la patrouille de la Marche verte des Forces royales air marocaines.
Il a écrit plusieurs ouvrages sur la sécurité aérienne, la plupart publiés chez JPO éditions (Altipresse), une maison d'éditions spécialisée en aéronautique qu'il a fondée avec son ami Richard Delahaye en 2005.

## Carrière aéronautique
En 1983, alors professeur d'anglais au lycée français d'Agadir (Maroc), Jean-Pierre Otelli titulaire d'un brevet de pilote privé et compétiteur de voltige se fait remarquer lors d'un meeting local par les autorités marocaines, qui lui demandent alors de former une patrouille militaire pour représenter le Maroc. 
Il le fait dans un premier temps avec quatre AS202 Bravo après que l'armée marocaine lui a fait passer un brevet de pilote professionnel. Le show présenté avec les AS202 est propre mais les avions ne disposent pas de fumigène et ont une livrée peu esthétique. La patrouille ne donnera que quelques représentations uniquement au Maroc.
En 1986, Jean-Pierre Otelli suggère aux marocains de passer sur deux Mudry Cap 10. Il imagine lui-même la livrée des avions de la patrouille, baptisée « Marche verte », en hommage à la Marche verte effectuée le 6 novembre 1975.
En 1988, il réussit avec le lieutenant Mohamed Bourzaine la première boucle en miroir de l'histoire de l'aviation[réf. nécessaire]. Ils sont à ce jour[Quand ?] les seuls à avoir réalisé cette figure périlleuse. Quelques mois plus tard Jean-Pierre Otelli a l'idée d'attacher les ailes des deux avions avec des cordes. La patrouille devient alors mondialement connue et se fait inviter lors de prestigieuses manifestations comme le Royal International Air Tattoo. 
En 1991, la patrouille s'équipe de quatre Cap 230, suivis de Cap 231 puis huit Cap 232.
En 2013, Jean-Pierre Otelli prend sa retraite aéronautique.

## Carrière d'éditeur et d'écrivain
En 2005, Jean-Pierre Otelli et son ami Richard Delahaye fondent la maison d'édition Altipresse, spécialisée dans le domaine aéronautique. À la suite du décès de ce dernier lors d'un tragique accident d'hélicoptère le 14 août 2009, Jean-Pierre Otelli en devient le gérant et l'unique propriétaire (devenue Éditions JPO) 
Fin 2011, la famille d'un des pilotes qui étaient aux commandes de l'A330-200 lors du crash du Rio-Paris en 2009 demande que le livre Erreurs de pilotage de Jean-Pierre Otelli, sorti chez Altipresse, soit saisi et que son auteur soit condamné pour diffamation. Le Syndicat national des pilotes de lignes d'Air France (SNPL) porte également plainte contre l'auteur du livre, puis contre son éditeur. La justice donnera tort aux deux plaignants,.

## Publications
- 96 : commandant de bord Jef Dobrovsky, Fleuve noir, 1990
- Technique du vol acrobatique : premier cycle, second cycle, compétition, voltige solo en meeting, patrouille acrobatique, Altipresse, 1995
- Frissons dans le ciel, Altipresse, 1997
- Catastrophes aériennes : les passagers ont le droit de savoir[1], Altipresse, 1998
- Les miraculés du ciel : histoires de survies extraordinaires, Altipresse, 1998
- Le secret des boîtes noires : derniers enregistrements avant le crash[8], Altipresse, 1999 (ISBN 978-2911-21807-1)
- Gangsters du ciel : histoires authentiques de pirateries aériennes, Altipresse, 2000
- Frissons dans le ciel : histoires vraies d'aviation, Altipresse, 2002
- Les fous du ciel : que s'est-il vraiment passé dans les avions ?[9], Altipresse, 2002
- Carnet de vols : histoires authentique, Altipresse, 2003 (avec François Bousseau)
- Erreurs de pilotage : ces accidents qu'on aurait pu éviter…, Altipresse, 2003
- Pilotes dans la tourmente : secret défense, Altipresse, 2004 (ISBN 2-911218-27-2)
- Urgences à Bord ! Histoires authentiques, Altipresse, 2005 (avec François Bousseau) (ISBN 2-91121838-8)
- Canadair : histoires authentiques, Altipresse, 2005 (ISBN 2-911218-31-0)
- Omega point : le piège, Altipresse, 2005 (ISBN 2-911218-36-1)
- Les fous du ciel : que s'est-il vraiment passé dans les avions ?, Altipresse, 2006
- Charters. Pour ne plus voyager en mauvaises compagnies, Altipresse, 2006 (ISBN 2-911218-40-X)
- Les Chevaliers du Ciel : de la fiction… à la réalité, Altipresse, 2005 (avec Germain Chambost, Frédéric Lert et François Besse)  (ISBN 2-911218-39-6)
- Pilote d'hélicoptères[10], Altipresse, 2007 (ISBN 978-2-911218-57-6)
- Pourquoi ils sont tombés : histoires authentiques de catastrophes aériennes, Altipresse, 2007
- Erreurs de pilotage n°2, Altipresse, 2007 (ISBN 978-2-911218-61-3)
- Erreurs de pilotage n°3, Altipresse, 2008 (ISBN 978-2-911218-69-9)
- Aventures au septième ciel : quand l'érotisme monte à bord, Altipresse, 2009
- Ce jour-là…, Altipresse, 2009
- Passagers incontrôlables[11], Altipresse, 2009 (ISBN 978-2-911218-74-3)
- Passagers incontrôlables 2, Altipresse, 2010 (ISBN 9782911218934)
- Erreurs de Pilotage n°4, Altipresse, 2010
- Erreurs de Pilotage n°5 - Crash Rio-Paris[12],[13],[14],[15], 2011 (ISBN 979-1-090465-03-9)
- Erreurs de Pilotage n°6 - Cockpits: conversations privées interdites !, Altipresse, septembre 2012 (ISBN 979-1090465145)
- Erreurs de Pilotage n°7 - Ce que le BEA n'a pas dit…, Altipresse, 2013
- Erreurs de Pilotage n°8 - Toujours le facteur humain…, Altipresse, 2014 (ISBN 978-2-37301-008-4)
- Erreurs de Pilotage n°9, Altipresse, 2015 (ISBN 978-2-37301-021-3)
- Erreurs de Pilotage n°10, Altipresse, 2016 (ISBN 978-2-37301-038-1)
- Erreurs de Pilotage n°11 - Avec le suicide des copilotes d'Egyptair et de Germanwings, Altipresse, 2017 (ISBN 978-2-37301-065-7)